# Wade-Giles
El sistema Wade-Giles (weɪd ˈdʒaɪlz) es un método de romanización (transcripción al alfabeto latino) del chino mandarín. El sistema fue ideado por el británico Thomas Francis Wade a mediados del siglo XIX, y fue modificado por el también británico Herbert Allen Giles, autor de un influyente diccionario chino-inglés publicado en 1892 en China, y sucesor de Wade en la cátedra de lengua china en la Universidad de Cambridge.
El método Wade-Giles fue el sistema más difundido para la transcripción de los nombres chinos en Occidente durante todo el siglo XX, hasta los años 1980, cuando se generalizó el uso del sistema hanyu pinyin, o simplemente pinyin, desarrollado y promovido por la República Popular China. En Francia existió una versión modificada de este sistema. En el mundo hispanohablante nunca ha existido un sistema propio de transcripción del chino mandarín, por lo que el uso del Wade-Giles era prácticamente universal hasta la generalización reciente del pinyin.
Ejemplos de nombres transcritos en Wade-Giles son «Wu Tse-t'ien» y «Yen Li-pen», cuyas grafías pinyin son Wu Zetian y Yan Liben.

## Historia
Thomas Francis Wade fue diplomático británico en China y ocupó cargos como intérprete de cantonés y como vicecónsul en Shanghái. En 1859, publicó su Silabario pekinés (Peking Syllabary), obra en que recogía un listado de las sílabas del dialecto pekinés del mandarín en el sistema de transcripción que él mismo había diseñado.
Tras retirarse de la carrera diplomática y regresar a Inglaterra en 1883, Thomas Francis Wade inauguró la cátedra de lengua china en la Universidad de Cambridge. Su sucesor en ese puesto sería Herbert Allen Giles, otro diplomático que en 1892 había publicado en Shanghái un diccionario bilingüe, que en 1912 sería reeditado en Londres, en versión revisada y ampliada. El diccionario de Giles utilizaba una modificación del método de transcripción de Wade. Es esta segunda versión del sistema, debida a Giles, la que se convertiría en el principal sistema de transcripción del chino utilizado en Occidente durante el siglo XX.
Desde principios del siglo XX, el sistema Wade-Giles fue utilizado también por los propios chinos para transcribir sus nombres al alfabeto latino. Aún hoy en día, en Taiwán y entre las comunidades chinas en el extranjero, son frecuentes los nombres transcritos según este método, como se manifiesta en apellidos como «Chang», «Chu» o «Hsiang». En la China continental, sin embargo, el uso del Wade-Giles ha sido totalmente abandonado, empleándose únicamente el sistema oficial pinyin para los nombres de persona y los nombres de lugar, por lo que los apellidos anteriores han pasado a ser «Zhang», «Zhu» y «Xiang» en la actualidad.
En Taiwán, el uso no oficial del Wade-Giles se manifiesta, además de en muchos nombres de persona, en la toponimia, como en el caso de las ciudades de Taipéi o Kaohsiung. En el uso taiwanés, como ocurría en el Continente antes de la difusión del pinyin, es frecuente la omisión de los apóstrofos y diéresis del sistema, lo cual introduce ambigüedad en la representación de las sílabas. Así, los propios nombres «Taiwán» y «Taipei» deberían ser «T'aiwan» y «T'aipei», con el apóstrofo que indica la condición de aspirada de la consonante. La omisión habitual de los signos diacríticos ha hecho que estos nombres se hayan consolidado como «Taiwan» y «Taipei», introduciendo ambigüedad fonológica, una de las principales críticas que se han hecho a este sistema. El uso del Wade-Giles ha decaído en Taiwán en los últimos años debido a la promoción de otros sistemas de romanización oficiales, como el gwoyeu romatzyh (oficial en la República de China desde 1928) y, en la actualidad, el tongyong pinyin.

## Características
El sistema Wade-Giles utiliza menos letras del alfabeto latino que otros sistemas de romanización del chino. Hay dos razones principales para esto. En primer lugar, los pares de consonantes que se diferencian solamente por ser aspiradas o no aspiradas se escriben con la misma letra, a la que se añade un apóstrofo en las versiones aspiradas. Así, mientras que el pinyin utiliza las consonantes b, p, d, t, g, k, z, c, zh y ch, en Wade-Giles la serie correspondiente es p, p', t, t', k, k', ts, ts', ch, ch'. Esta notación tiene la ventaja de revelar la similitud entre las dos versiones de estos pares de consonantes. El mayor inconveniente de este rasgo del sistema es la omisión frecuente de estos apóstrofos, bien por error o bien por conveniencia tipográfica, que provoca ambigüedades en las sílabas. La segunda razón por la que el Wade-Giles utiliza menos consonantes que otros métodos de transcripción consiste en el uso de ch y ch' para representar también las consonantes palatales j y q del pinyin. Esto elimina la distinción que hace el pinyin entre, por un lado, j y zh y, por otro, q y ch. Esta ausencia de distinción no resta coherencia al sistema, ya que las versiones palatales se combinan siempre con las vocales i y ü, que no siguen nunca a las retroflejas. Por ello, ambos pares de consonantes, diferenciados en sistemas como el pinyin o el bopomofo, pueden considerarse como variedades alófonas de los mismos sonidos. En pinyin este hecho es menos aparente debido al doble uso de las letras i y u, la primera de las cuales puede usarse para la llamada "rima vacía", como en shi (shih en Wade-Giles), y la segunda de las cuales se usa en lugar de ü con aquellas consonantes que no pueden combinarse con el sonido /u/, como en el caso de xu (hsü en wade-Giles). El método Wade-Giles, por su parte, utiliza siempre ü para el sonido de la u francesa o ü alemana, y el dígrafo ih para la rima vacía.
El sistema de cuatro tonos del mandarín se solía representar en Wade-Giles mediante superíndices numéricos, utilizados solo en diccionarios y obras de referencia sobre lengua china, pero nunca en las transcripciones de nombres.
Lista de diferencias con el sistema hanyu pinyin.
A continuación se enumeran las diferencias entre ambos sistemas. Para evitar confusiones al mencionar los sonidos, las letras en el sistema hanyu pinyin se muestran en cursiva, y las que corresponden al Wade-Giles en negrita.
- Las consonantes b, d y g se representan en Wade-Giles por p, t y k, respectivamente, mientras que sus correspondientes aspiradas p, t y k son p', t', k', con un apóstrofo que indica la aspiración.
- zh se representa por ch, mientras que z es ts, excepto en la sílaba zi (ver más abajo). Las correspondientes versiones aspiradas, ch y c, se representan, como en el caso anterior , mediante el añadido de un apóstrofo: ch' y ts'.
- j y q se representan por ch y ch' respectivamente, igual que zh y ch. Esto no introduce ambigüedad en el sistema, dado que estos dos grupos de consonantes siempre aparecen con vocales diferentes, por lo que se pueden considerar alófonos.
- x se representa por hs.
- r se representa por j (la r del mandarín tiene un sonido que se asemeja al de la j francesa), excepto en su uso a final de sílaba para indicar el fenómeno de la rotización, propia del dialecto pekinés.
- ong se escribe ung (el sonido en mandarín es intermedio entre la /o/ y la /u/ del español).
- ian se escribe ien (más cercano a la pronunciación real).
- Las sílabas zhi, chi, shi y ri se representan por chih, ch'ih, shih y jih, respectivamente.
- Las sílabas zi, ci y si se representan por tzŭ (o tsŭ), tz'ŭ (o ts'ŭ) y ssŭ (o szŭ).
- La vocal e se escribe ê cuando representa un sonido schwa, como en ên o pên.
- La vocal e se escribe eh a final de diptongo. Por ejemplo, lie se escribe lieh, jie se escribe chieh.
- u se escribe también u cuando representa el sonido de la u española, pero se escribe siempre con diéresis, ü, cuando representa el sonido de la u francesa. Por ejemplo, las sílabas qu, ju, xu y yu se escriben ch'ü, chü, hsü y yü, respectivamente.
- you se representa como yu (la sílaba yu del pinyin es yü, de acuerdo con el punto anterior).
- uo se escribe simplemente como o en algunas sílabas, como zuo, cuo, ruo, que se convierten en tso, ts'o y jo, respectivamente.